# 汉普顿 (爱荷华州)
汉普顿（Hampton）是美国艾奥瓦州富兰克林县的城市和县城。2010年美国人口普查时人口为4461人。

## 历史
威廉·克劳斯（William A. Krause）和托尼·金特尔（Tony S. Gentle）于1959年在汉普顿创立了汉普顿石油公司。汉普顿石油公司最终成为Kum＆Go公司的母公司Krause Gentle Corporation。